# Madagascar aux Jeux olympiques d'été de 2020
Madagascar participe aux Jeux olympiques de 2020 à Tokyo au Japon. Il s'agit de sa 13e participation à des Jeux d'été.
Le Comité international olympique autorise à partir de ces Jeux à ce que les délégations présentent deux porte-drapeaux, une femme et un homme, pour la cérémonie d'ouverture. L'haltérophile Eric Andriantsitohaina et la judokate Damiella Nomenjanahary sont nommés porte-drapeaux de la délégation malgache.

## Athlètes engagés
| Sport         | Hommes | Femmes | Total |
| ------------- | ------ | ------ | ----- |
| Athlétisme    | 1      | 0      | 1     |
| Haltérophilie | 2      | 0      | 2     |
| Judo          | 0      | 1      | 1     |
| Natation      | 1      | 1      | 2     |
| Total         | 4      | 2      | 6     |

## Résultats

### Athlétisme
Madagascar bénéficie d'une place attribuée au nom de l'universalité des Jeux. Todisoa Franck Rabearison dispute le 400 mètres masculin.
| Athlète                   | Épreuve        | Séries  | Séries | Demi-finales | Demi-finales | Finale  | Finale  |
| Athlète                   | Épreuve        | Temps   | Rang   | Temps        | Rang         | Temps   | Rang    |
| ------------------------- | -------------- | ------- | ------ | ------------ | ------------ | ------- | ------- |
| Todisoa Franck Rabearison | 400 m masculin | 48 s 40 | 8e     | Éliminé      | Éliminé      | Éliminé | Éliminé |

### Haltérophilie
En juin 2021, deux haltérophiles malgaches obtiennent leur qualification pour les Jeux olympiques par leur classement mondial au niveau continental africain : ces deux sportifs sont les frères Andriantsitohaina, tous deux médaillés aux championnats d'Afrique d'haltérophilie 2021.
| Athlète                      | Compétition    | Arraché  | Arraché | Épaulé-jeté | Épaulé-jeté | Total  | Rang |
| Athlète                      | Compétition    | Résultat | Rang    | Résultat    | Rang        | Total  | Rang |
| ---------------------------- | -------------- | -------- | ------- | ----------- | ----------- | ------ | ---- |
| Eric Andriantsitohaina       | Moins de 61 kg | 114 kg   | 13e     | 150 kg      | 9e          | 264 kg | 11e  |
| Tojonirina Andriantsitohaina | Moins de 67 kg | 130 kg   | 13e     | 155 kg      | 11e         | 285 kg | 11e  |

### Judo
La Fédération ne distribue pas de ticket de qualifications aux championnats continentaux ou mondiaux mais c'est le classement établi au 21 juin qui permettra de sélectionner les athlètes (18 premiers automatiquement, le reste en fonction des quotas de nationalité).
Chez les femmes, Damiella Nomenjanahary (-63 kg), classé 63e, est repêchée via l'attribution du quota continental africain.
| Athlète                | Compétition    | 1er tour                        | 2e tour             | Quart de finale     | Demi-finale         | Repêchage           | Finale              | Rang     |
| Athlète                | Compétition    | Adversaire Résultat             | Adversaire Résultat | Adversaire Résultat | Adversaire Résultat | Adversaire Résultat | Adversaire Résultat | Rang     |
| ---------------------- | -------------- | ------------------------------- | ------------------- | ------------------- | ------------------- | ------------------- | ------------------- | -------- |
| Damiella Nomenjanahary | Moins de 63 kg | Maria Centracchio Défaite 00-10 | Éliminée            | Éliminée            | Éliminée            | Éliminée            | Éliminée            | Éliminée |

### Natation
| Athlète                 | Épreuve                  | Séries        | Séries | Demi-finales | Demi-finales | Finale   | Finale   |
| Athlète                 | Épreuve                  | Temps         | Rang   | Temps        | Rang         | Temps    | Rang     |
| ----------------------- | ------------------------ | ------------- | ------ | ------------ | ------------ | -------- | -------- |
| Heriniavo Rasolonjatovo | 100 m dos masculin       | 59 s 81       | 40e    | Éliminé      | Éliminé      | Éliminé  | Éliminé  |
| Tiana Rabarijaona       | 400 m nage libre féminin | 4 min 28 s 41 | 23e    | Non disputé  | Non disputé  | Éliminée | Éliminée |